# Coreopsis
Coreopsis is een geslacht van kruidachtige planten uit de composietenfamilie. Het geslacht is verwant aan Helianthus.
De soorten worden 46 tot 120 centimeter hoog. De vruchten zijn klein en droog. Veel van de 35 tot 114 soorten kunnen worden gebruikt voor consumptie of andere doeleinden.
28 soorten komen voor in Noord-Amerika. De andere stammen uit Centraal- en Zuid-Amerika. De bloemen zijn doorgaans geel.

## Soorten
- Coreopsis auriculata L.
- Coreopsis basalis (A.Dietr.) S.F.Blake
- Coreopsis bigelovii (A.Gray) Voss
- Coreopsis californica (Nutt.) H.Sharsm.
- Coreopsis calliopsidea (DC.) A.Gray
- Coreopsis cuneifolia Greenm.
- Coreopsis cyclocarpa S.F.Blake
- Coreopsis delphiniifolia Lam.
- Coreopsis douglasii (DC.) H.M.Hall
- Coreopsis floridana E.B.Sm.
- Coreopsis gigantea (Kellogg) H.M.Hall
- Coreopsis gladiata Walter
- Coreopsis grandiflora Hogg ex Sweet – Meisjesogen
- Coreopsis hamiltonii (Elmer) H. Sharsm.
- Coreopsis integrifolia Poir.
- Coreopsis intermedia Sherff
- Coreopsis lanceolata L.
- Coreopsis latifolia Michx.
- Coreopsis leavenworthii Torr. & A.Gray
- Coreopsis linifolia Nutt.
- Coreopsis major Walter
- Coreopsis maritima (Nutt.) Hook.f.
- Coreopsis mcvaughii D.J.Crawford
- Coreopsis mutica DC.
- Coreopsis nudata Nutt.
- Coreopsis nuecensis A.Heller
- Coreopsis nuecensoides E.B.Sm.
- Coreopsis palmata Nutt.
- Coreopsis paludosa M.E.Jones
- Coreopsis petrophila A.Gray
- Coreopsis petrophiloides B.L.Rob. & Greenm.
- Coreopsis pubescens Elliott
- Coreopsis pulchra F.E.Boynton
- Coreopsis rosea Nutt.
- Coreopsis rudis (Benth.) Hemsl.
- Coreopsis stillmanii (A.Gray) S.F.Blake
- Coreopsis tinctoria Nutt.
- Coreopsis tripteris L.
- Coreopsis verticillata L.
- Coreopsis wrightii (A.Gray) H.M.Parker